# 李泰英
李泰英（韓語：이태영，1986年11月25日—），另譯作李泰榮，是一名韓國男演員。

## 演出作品

### 電視劇
- 2020年：OCN《Search》飾演 崔奉洛中士[2]
- 2021年：SBS《模範計程車》飾演 朴良進的片源供應商(EP6.7)
- 2022年：tvN《小女子》飾演 吳慧碩的親戚(EP7)
- 2023年：Netflix《愛你的凱蒂》飾演 畫殭屍妝的人
- 2023年：wavve《朴河京旅行記》飾演 麵包師(EP7)
- 2023年：MBC《戀人》飾演 崔都利[3]
- 2024年：Disney+《殺人者的購物中心》飾演 布拉德(Brother)[4]
- 2024年：tvN《淚之女王》飾演 崔哲勝
- 2024年：Disney+《無路可走：輪盤賭》飾演 奇勳
- 2025年：Disney+《狂醫魔徒》飾演 權信糾

### 電影
- 2014年：《熱戀年代》飾演 才藝表演男
- 2017年：《軍艦島》飾演 銀座街商人
- 2018年：《興夫：撼動朝鮮的文學家》飾演 回應的觀眾
- 2018年：《兇殺線索》飾演 計程車司機
- 2018年：《搖擺男孩》飾演 應援團
- 2020年：《菜英文沒在怕》飾演 新林洞S代大學院生
- 2021年：《如果雨之後》飾演 男助教
- 2022年：《白日夢(백일몽)》短片 飾演 基哲[5]
- 2023年：《魯蛇大翻身》飾演 巡警

### 話劇
- 2011年：《Ghost(고스트)》

## 外部連結
- 李泰英的Instagram帳戶